# Pterobryon arbuscula
Pterobryon arbuscula là một loài rêu trong họ Pterobryaceae. Loài này được Mitt. mô tả khoa học đầu tiên năm 1891.